# Aclis tenuis
Aclis tenuis är en snäckart som beskrevs av Addison Emery Verrill 1882. Aclis tenuis ingår i släktet Aclis och familjen Aclididae. Inga underarter finns listade i Catalogue of Life.